# Adenoviridae
Los adenovirus (Adenoviridae) son una familia muy contagiosa de virus que infecta a animales. Son virus no encapsulados de ADN bicatenario que pueden provocar enfermedades o malestares como infecciones en las vías respiratorias, conjuntivitis, cistitis hemorrágica y gastroenteritis. Los adenovirus también se utilizan como vectores portadores de secuencias de ADN para la terapia génica.

## Historia
Los adenovirus se aislaron por primera vez en 1953 en un cultivo de células adenoides humanas. Desde entonces se han aislado más de 100 Genotipos, de los cuales aproximadamente 51 son capaces de infectar al ser humano.

## Estructura

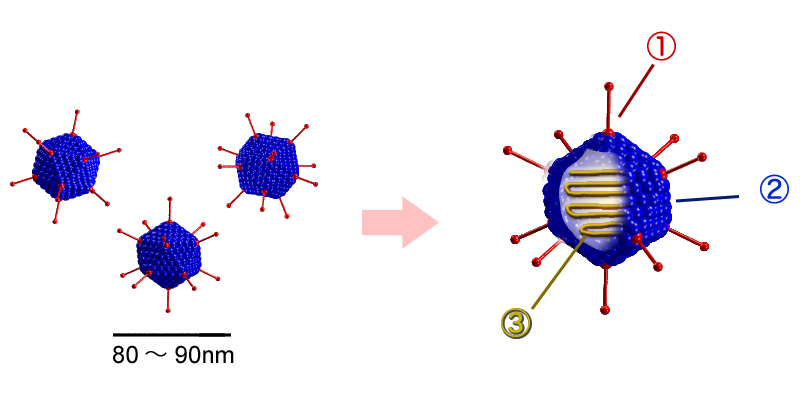
Estructura del adenovirus: 1-capsómeros pentagonales (pentonas), 2-capsómeros hexagonales, 3-genoma viral.

Los adenovirus son los virus sin envoltura más grandes y tienen el tamaño máximo factible para ser transportados a través del endosoma (por lo que no precisan la fusión de la envoltura con la membrana celular).
Poseen un genoma ADN bicatenario lineal con una proteína terminal, por lo que son clasificados en el Grupo I bajo el esquema de la Clasificación de Baltimore. Son de tamaño medio (70-90 nm), sin envoltura y con forma deltaicosaédrica. Su cápside consta de 240 capsómeros con forma hexagonal (hexonas) y pentagonal (pentonas). Las 12 pentonas se localizan en cada uno de los vértices y se componen de una base pentona y una fibra que contiene proteínas de adherencia vírica y puede actuar como hemaglutinina. Tanto la pentona como la fibra son inmunógeno y contienen antígenos específicos de tipo.
Dentro de la cápside contiene el ADN vírico y al menos dos proteínas principales. En el virión del adenovirus existen 11 polipeptidos.
| Gen     | Número | Peso molecular (kDa) | Función |
| ------- | ------ | -------------------- | --- |
| E1A     |        |                      | - Activa la transcripción genética vírica - Se une al supresor del crecimiento celular - Altera el crecimiento celular - Inhibe la activación de elementos de repuesta por la vía de interferón |
| E1B     |        |                      | - Se une a p53 - Estimula la transformación - Inhibe la apoptosis |
| E2      |        |                      | Proteína terminal del ADN - Activa algunos promotores - ADN polimerasa |
| E3      |        |                      | - Impide la inflamación por el TNF-α |
| E4      |        |                      | - Limita el efecto citopatológico del virus. |
| AV ARN  |        |                      | - Inhibe la respuesta al interferón |
| Cápside | II     | 120                  | - Antígeno de familia, algunos artículos de serotipo |
| Cápside | III    | 85                   | - Proteína de la base pentona |
| Cápside | IIIa   | 66                   | ? |
| Cápside | IV     | 62                   | Fibra - Adhesión y hemaglutinación - Antígenos de serotipo |
| Cápside | VI     | 24                   | Proteínas asociadas al hexón |
| Cápside | VIII   | 13                   | Proteínas asociadas a la pentona |
| Cápside | IX     | 12                   | ? |
| Núcleo  | V      | 48                   | Proteína nuclear 1 |
| Núcleo  | VII    | 18                   | Proteína nuclear 2 |

## Genoma

Diagrama del genoma lineal de los adenovirus, mostrando los primeros (E) y últimos (L) genes.

El genoma de los Adenovirus es ADN bicatenario lineal no segmentado con alrededor de 30–38 kbp. Esto les permitiría portar unos 30 a 40 genes. Aunque es un genoma significativamente más largo que los de otros virus en el Grupo I de Baltimore, es todavía muy simple y el virus depende fuertemente de la célula huésped para su replicación. Una interesante característica del genoma viral es que tiene una proteína terminal de 55 KDa asociada con cada una de las terminaciones 5' del ADN lineal, que son usadas como iniciadores en la replicación viral y aseguran que los extremos del genoma lineal del virus se replican adecuadamente.

## Replicación
La replicación de los adenovirus se estudia en los cultivos de HeLa. Un cultivo vírico dura aproximadamente de 32 a 36 horas produciendo 10,000 viriones. La entrada del adenovirus en la célula huésped implica dos tipos de interacciones. La entrada es iniciada por las fibras pentonas al unirse al receptor de la célula. Los dos receptores actualmente conocidos son el receptor CD46 para los serotipos de adenovirus humano del grupo B y para los demás serotipos el receptor coxsackie adenovirus (CAR), un miembro de la superfamilia de las inmunoglobulinas. Cada célula blanco tiene aproximadamente 100,000 receptores para estas fibras. Algunos virus pueden usar la molécula del complejo mayor de histocompatibilidad como receptor.
A continuación, se produce la interacción secundaria, en la cual un punto especializado en la proteína de la base pentona interactúa con una molécula de integrina. La unión a la integrina αv estimula la señalización celular e induce la polimerización de actina dando lugar a la introducción del virión en la célula huésped a través de una vesícula recubierta de clatrina (endosoma).
Una vez que el virus ha logrado entrar en la célula huésped, acidifica el endosoma, lo que causa que los compuestos de la cápside se disocien. Estos cambios, así como la naturaleza tóxica de la pentona, resultan en la liberación del virión en el citoplasma. Con la ayuda de los microtúbulos celulares, el virus es transportado al complejo de poros nucleares en donde la partícula de adenovirus se desmonta. A continuación, el ADN viral es liberado y entra en el núcleo a través del poro nuclear. Después de esto, el ADN se asocia con las moléculas de histona, se expresan los genes virales y se generan nuevas partículas virales.
El ciclo biológico del adenovirus comprende dos fases, inicial y final, separadas por la replicación del ADN. En ambas fases tiene lugar una trancripción primaria, generando mARNs monocistrónico compatibles con los ribosomas del huésped, lo que permite que los productos sea traducidos. La transcripción del gen inicial E1, el procesamiento de la molécula transcrita primaria y traducción de la proteína del transactivador E1A precoz son necesarios para la transcripción de las proteínas precoces. Los genes de la fase inicial son responsables de expresar principalmente las proteínas reguladoras no-estructurales. El objetivo de estas proteínas es triple: alterar la expresión de las proteínas del huésped que son necesarias para la síntesis del ADN, activar los otros genes del virus (tales como la ADN polimerasa codificada por el virus), y evitar la muerte prematura de la célula infectada por las defensas inmunitarias del huésped (bloqueo de la apoptosis, bloqueo de la actividad del interferón y bloqueo de la translocación y expresión MHC de clase I).
La proteína E1A también constituye un oncogén, y junto con la proteína E1B estimula el crecimiento celular al unirse a p105RB —producto del gen de retinoblastoma— y p53. Se ha visto que en células de ratón estimulan el crecimiento de la célula.
La replicación del ADN tiene lugar en el núcleo y está mediada por una polimerasa de origen vírico. La proteína terminal (55 kDa) que se une covalentemente al extremo 5' del genoma del adenovirus actúa como iniciador para la replicación. A continuación, la ADN polimerasa viral utiliza un mecanismo de desplazamiento de cadena para replicar el genoma, en contraste a los fragmentos Okazaki comúnmente utilizados en la replicación del ADN de los mamíferos. Como en el caso de los papovavirus, algunos ARNm de los adenovirus comparten un mismo promotor y secuencias iniciales, pero son elaborados por Splicing (corte y empalme) de distintos intrones.
La última fase del ciclo biológico del adenovirus se centra en la producción de cantidades suficientes de proteínas estructurales para empaquetar el material genético producido por la replicación del ADN. Una vez que los componentes virales han sido replicados, las partículas de virus son ensambladas y se liberan de la célula como consecuencia de la lisis celular inducida viralmente.

## Clasificación
Basándose en resultados de estudios de homología del ADN y de patrones de aglutinación, los 47 serotipos que afectan al ser humano se han clasificado en 6 subgrupos (A a F). Los adenovirus pueden causar desde enfermedad respiratoria (mayormente especies HAdV-B y C) y conjuntivitis (HAdV-B y D) a gastroenteritis (HAdV-F serotipos 40 y 41). La forma más común es una enfermedad respiratoria; sin embargo, también pueden causar otras enfermedades como gastroenteritis, conjuntivitis, cistitis, y sarpullidos, dependiendo del serotipo de adenovirus que cause la infección. 
La familia contiene los siguientes géneros:
- Género Aviadenovirus; especie tipo: Adenovirus que infectan aves
- Género Barthadenovirus; especie tipo: Adenovirus que infectan ovinos
- Género Mastadenovirus; especie tipo: Adenovirus que infectan humanos
- Género Siadenovirus; especie tipo: Adenovirus que infectan reptiles
- Género Ichtadenovirus; especie tipo: Adenovirus que infectan peces

## Patogenia e inmunidad
Los adenovirus son capaces de producir infecciones líticas, latentes y transformadoras (en los hámster, pero no en el humano).
El virus infecta de forma lítica las células mucoepiteliales del tracto respiratorio, tracto gastrointestinal y conjuntiva o córnea. Persiste en el tejido linfoide (amígdalas, placas de Peyer). Las proteínas de la fibra vírica determinan la especificidad de la célula diana y la actividad tóxica de la pentona puede dar lugar a la inhibición del transporte celular del ARNm y de la síntesis proteica.
Los anticuerpos son importantes en la resolución de la enfermedad.
Los síntomas de la enfermedad respiratoria causados por la infección de adenovirus abarcan del síndrome de resfriado común a una neumonía, tos perruna y bronquitis. Los pacientes con el sistema inmunitario comprometidos son especialmente susceptibles a complicaciones graves de la infección por adenovirus. La enfermedad respiratoria aguda (ERA), primero reconocida entre reclutas militares durante la Segunda Guerra Mundial, puede ser causada por infección por adenovirus en condiciones de estrés y hacinamiento.
Los adenovirus son inusualmente estables a los agentes químicos o físicos y a condiciones adversas de pH, permitiéndoles sobrevivir largo tiempo fuera del cuerpo y del agua. Se dispersan primariamente vía aerosoles respiratorios (gotitas de saliva), sin embargo también pueden propagarse por la vía fecal-oral.
|                        |
| Elaborado con base en: |

## Epidemiología
El virus es resistente a la inactivación. Tiene distribución mundial sin incidencia estacional. Es más frecuente la afectación en niños menores de 14 años y en
instituciones cerradas y se transmiten por contacto directo y aguas contaminadas.

## Utilización en terapia génica
Existen grupos de investigación que intentan modificar los adenovirus para que puedan ser utilizados en terapia génica. La terapia génica consiste en adicionar un gen funcional a un paciente cuyo gen está ausente o defectuoso. Para ello, necesita vectores génicos y uno de los más utilizados en los ensayos clínicos es el adenovirus.
Los adenovirus pueden infectar a células en división o quiescentes, por lo que podría integrar el gen en diversas zonas del organismo (tienen afinidad por las células pulmonares). El problema principal es la alta inmunogenicidad, y que su expresión sólo se realiza a corto plazo. Por otro lado, estos vectores no se integran en el genoma del huésped sino que se mantienen en varias copias en forma de plásmido, por lo que la expresión es temporal, lo cual acarrea otro problema: obliga a tener que repetir las inyecciones y se acaba activando el sistema inmune...